# Nannoniscus bicuspis
Nannoniscus bicuspis là một loài chân đều trong họ Nannoniscidae. Loài này được G.O. Sars miêu tả khoa học năm 1877.